# Gynoplistia (Gynoplistia) unimaculata
Gynoplistia (Gynoplistia) unimaculata is een tweevleugelige uit de familie steltmuggen (Limoniidae). De soort komt voor in het Australaziatisch gebied.